# A Witness
A Witness — британская рок-группа, образовавшаяся в 1982 году в Стокпорте, Чешир, Англия. Поначалу в состав группы входили лишь Рик Эйткен (англ. Rick Aitken, гитара) и Винс Хант (англ. Vince Hunt, бас-гитара), использовавшие драм-машину. Позже к ним присоединились Алан Браун (экс-Big Flame), Кейт Кертис (вокал) и Ноэл Килбрайд (гитара).
A Witness исполняли постпанк, отмеченный влиянием Капитана Бифхарта, характерными чертами которого были (согласно Sounds, «громоподобные, безжалостные ритмы и острые, замысловатые тексты». Группа была в числе тех, кто сформировал так называемый Ron Johnson Sound — «фирменное», узнаваемое звучание лейбла Ron Johnson Records, контракт с которым они в 1984 году подписали.
«A Witness были одной из ключевых андеграундных групп середины 80-х годов <записывавшейся> на одном из ключевых андеграундных лейблов, Ron Johnson. Поддерживаемые Джоном Пилом (как и все группы, работавшие на этом поле), они создали классические песни, воссиявшие ярко, как звёзды», — писал Джон Робб в книге «Death to Trad Rock» (2008).

## История группы
A Witness дебютировали с Loudhailer Songs EP (1984), который получил хорошую прессу и поднялся до #9 в UK Indie Charts. Джон Пил тут же пригласил группу к себе в Peel Session, а бельгийский промоутер Аллен Болле организовал её первые европейские концерты. Весь 1985 год группа активно гастролировала по Британии, записав также вторую сессию у Пила.
Всеобщее внимание к группе привлекла и кассета С86, вышедшая приложением к NME, куда был включён трек «Sharpened Sticks».
В октябре 1986 года вышел дебютный альбом I Am John's Pancreas (#18 UK Indie Chart), записывавшийся в Лидсе в течение шести месяцев и ознаменовавший переход группы к более усложнённой музыке, на первый план в которой вышли оригинальные звуковые структуры гитариста Рика Эйткена. Группа выпустила ещё два 12"-сингла на Ron Johnson Records, после чего осталась без контракта: лейбл закрылся. В 1988 году лейбл Communion Records выпустил в США сборник Sacred Cow Heart.
В 1989 году Рик Эйткен погиб в горах; группа объявила о прекращении своей деятельности. Третья и четвёртая радиосессии, записанные A Witness для программы Джона Пила, вышли под общей обложкой The Peel Sessions. Финальным релизом коллектива стал сингл «I Love You Mr. Disposable Razors», посвящённый памяти погибшего гитариста; он вышел в ноябре 1989 года на Vinyl Drip Records.

## После распада
Кейт Кёртис перешёл в The Membranes (где играл на гитаре), затем стал бас-гитаристом Goldblade.
Хант стал участником группы Marshall Smith, группы, в состав которой вошли также Алан Браун (Big Flame и Дарен Гаррет. Позже он выпустил три хорошо принятых критикой альбома атмосферного рока: Pure Sound (Yukon, 2006), Submarine, 2007), Acts of New Noise (2008).
В 1990 году на сборнике Through the Looking Glass 1966, выпущенном Imaginary Records, был представлен битловский кавер «Tomorrow Never Knows», выполненный A Witness. В сборник той же серии Through The Looking Glass 1967 (1990) вошла их версия «Break on Through (To the Other Side)», песни The Doors.

## Место в истории
В 2008 году творчество A Witness и их единомышленников из Ron Johnson стало предметом исследования журналиста и музыканта Джона Робба. Его книга «Death to Trad Rock», выпущенная Сherry Red, посвящена британской независимой андеграундной сцене середине 1980-х годов, заложившей основы современного инди-рока.

«Sharpened Sticks» стал главным сокровищем <кассеты > C86, провозгласившей рождение <новой сцены>. «I Am John’s Pancreas» — классический альбом, отчётливо североанглийского происхождения. И их последний сингл «I Love You, Mr Disposable Razors» 1989 года — пример яркой, поп-музыки, возвышающейся над времени, — мог бы дать группе хит, если бы не смерть гитариста Рика Эйткена… Подростки, да и вообще все, кто любит музыку, просто обязаны отыскать <пластинки> A Witness. Они писали вдохновенные и вдохновляющие песни о реальной жизни и людях, живших рядом, создавая обезоруживающие мелодии, под которые невозможно было не танцевать. — John Robb, Death to Trad Rock, 2008 

## Дискография

### Альбомы
- I Am John’s Pancreas (1986, Ron Johnson, LP, ZRON 12) (2006, Euphonium, CD, EUPH001) UK Indie #18
- The Peel Sessions (1989, Strange Fruit, LP/CD, SFPMA 206)

#### Сборники
- Threaphurst Lane: The Best Of A Witness (2002, Overground, CD, OVERVPCD88)

#### Участие в компиляциях
- Sacred Cow Heart (1986, Communion, LP/C, COMM003/C)
- Through The Looking Glass 1966 («Tomorrow Never Knows», Imaginary Records ILLUSION 023, 1990)
- Through The Looking Glass 1967 («Break On Through», Imaginary Records ILLUSION 010, 1990)
- Manchester, So Much To Answer For («I Love You, Mr Disposable Razors», Strange Fruit Records SFR 202, 1990).

#### EPs / Синглы
- «Loudhailer Songs» (1984, Ron Johnson, 12", ZRON 5) UK Indie #9
- «Red Snake» (1987, Ron Johnson, 12", ZRON26)
- «I Love You Mr. Disposable Razors» (1989, Vinyl Drip, 12", SUK 010)[6]